# Elim (Biblia)

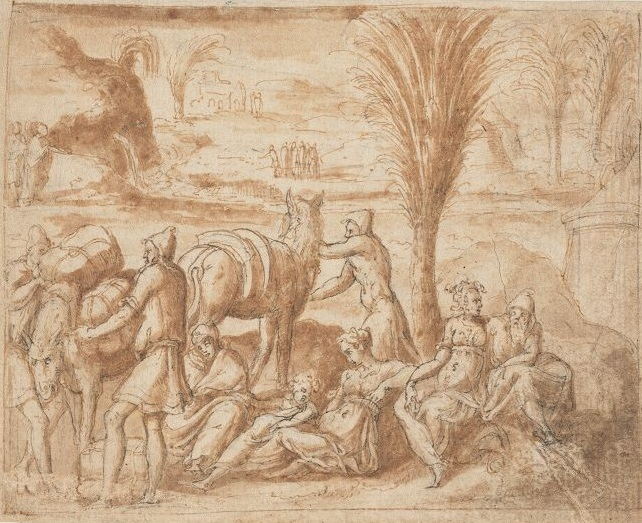
Representación de los hebreos acampando en Elim, por Bernard Salomon, c. 1550

Elim (en hebreo: אֵילִם‎, elim), según la Biblia hebrea, fue uno de los lugares donde acamparon los israelitas tras su éxodo de Egipto. En Éxodo 15:27 y Números 33:9 se hace referencia a él como un lugar donde "había doce pozos de agua y setenta palmeras datileras", y que los israelitas "acamparon allí cerca de las aguas".
De la información que se puede obtener de Éxodo 15:23, 16:1 y Números 33:9-11, se describe a Elim entre Mara y el desierto de Sin, cerca de la orilla oriental del Mar Rojo. Posiblemente estaba al sur del punto de cruce de los israelitas, y al oeste del desierto de Sin. Por lo tanto, generalmente se cree que Elim estuvo ubicado en Wadi Gharandel, un oasis a 100 km al sureste de Suez.
El profesor Menashe Har-El de la Universidad de Tel Aviv (1968) ha propuesto que Elim sea `Ayun Musa "los manantiales/pozos de Moisés". Señaló que en 1907 el geólogo Thomas Barron había observado que en este sitio existían 12 manantiales junto con palmeras. El profesor James K. Hoffmeier no está de acuerdo sobre la base de que está demasiado cerca del sitio anterior (siete millas/doce kilómetros) y requeriría que los siguientes cuatro sitios (usando el itinerario de Numbers) se comprimieran en solo 38 kilómetros.
El Libro del Éxodo registra que los israelitas partieron de Elim "el día quince del segundo mes después de haber salido de Egipto" (Éxodo 16:1), en dirección al Monte Sinaí a través del Desierto de Sin. Ya que los israelitas partieron de Ramsés a la medianoche del 14/15 del primer mes (Éxodo 12:18,29) fue un mes (lunar) después de esto cuando partieron de Elim hacia el Monte Sinaí.
Existe la posibilidad de que el nombre 'Elim' se derive de una raíz semítica que significa 'dioses', pero esto no puede corroborarse más (ver El (dios semítico)).